# گورلستون
longitudeگورلستونlatitudeگورلستون
گورلستون (به انگلیسی: Gorleston) یک شهرک در بریتانیا است که در انگلستان واقع شده‌است.

## خصوصیات
گورلستون ۵٬۸۸۲ نفر جمعیت دارد.